# Christian Vander
Christian Vander (24 d'octubre de 1980, Willich, Alemanya) és un exfutbolista alemany que jugava com a porter. Va passar la majoria de la carrera al SV Werder Bremen de la Bundesliga.